# Выборы губернатора Новгородской области (1995)
Первые всенародные выборы губернатора Новгородской области прошли в Новгородской области 17 декабря 1995 года в период выборов глав регионов, одновременно с выборами депутатов Государственной думы II созыва. Уверенную победу во всех районах региона одержал действующий глава администрации Новгородской области Михаил Прусак, который набрал 56,17 % голосов избирателей. Второе место занял помощник генерального директора Новгородского головного предприятия «Агропромэнерго» и бывший представитель президента России в Новгородской области Анатолий Кузнецов, набрав 8,94 % голосов.

## Проведение
24 октября 1991 года указом президента РСФСР Бориса Ельцина первым главой администрации Новгородской области был назначен народный депутат СССР и директор совхоза «Трудовик» Холмского района Михаил Михайлович Прусак.
17 сентября 1995 года Борисом Ельциным был подписан Указ № 951 о проведении выборов губернатора Новгородской области 17 декабря 1995 года. Всего на выборы губернатора было выдвинуто 10 кандидатов, большинство из которых выдвинулись в порядке самовыдвижения или группой избирателей. Действующий глава области Прусак был выдвинут 23 коллективами организаций, предприятий, группами жителей городов и районов области, а также Новгородским союзом молодёжи. В ходе сбора подписей двум кандидатам было отказано в регистрации — А. Быстрову (не собрал необходимого числа подписей) и Наталье Лисицыной (1696 из 2298 подписей было признано недействительными). Также изначально отказ получил и депутат Государственной думы Олег Очин, подписные листы у которого были изготовлены не по форме, утверждённой Избирательной комиссией Новгородской области. Вскоре, по решению Новгородского городского суда от 1 декабря 1995 года Очин был допущен до выборов губернатора области.
Среди всех районов наибольшая активность была отмечена в Мошенском и Волотовском районах, где проголосовало 86,4 % и 81 % избирателей соответственно. Наиболее высокая поддержка у Прусака была в Мошенском районе, где он получил 74,68 % голосов; меньше всего за Прусака проголосовало в Новгороде (45,66 %). 

## Кандидаты
| Кандидат                          | Деятельность/должность (на момент выдвижения)                                                                      | Субъект выдвижения | Статус              |
| --------------------------------- | --- | ------------------ | ------------------- |
| Владимир Семёнович Александров    | предприниматель | самовыдвижение     | зарегистрирован     |
| А.К. Быстров                      | временно неработающий                                                                                              | самовыдвижение     | отказ в регистрации |
| Павел Иванович Вислогузов         | водитель АО «Производственное объединение грузового автотранспорта № 1»                                            | самовыдвижение     | зарегистрирован     |
| Валерий Фёдорович Гайдым          | секретарь Новгородской областной организации КПРФ; помощник депутата Государственной Думы Федерального Собрания РФ | КПРФ               | зарегистрирован     |
| Владимир Александрович Кондратьев | генеральный директор АО «Малый Волховец»                                                                           | ЛДПР               | зарегистрирован     |
| Анатолий Михайлович Кузнецов      | помощник генерального директора по юридическим вопросам Новгородского головного предприятия «Агропромэнерго»       | группа избирателей | зарегистрирован     |
| Надежда Александровна Лисицына    | общественный деятель                                                                                               | группа избирателей | отказ в регистрации |
| Олег Петрович Мурашов             | водитель погрузчика ПО «Старт»                                                                                     | самовыдвижение     | зарегистрирован     |
| Олег Фёдорович Очин               | депутат Государственной думы I созыва от Новгородского одномандатного округа                                       | группа избирателей | зарегистрирован     |
| Михаил Михайлович Прусак          | действующий глава администрации Новгородской области                                                               | группа избирателей | зарегистрирован     |

## Результаты
| Место                       | Место                       | Кандидат                    | Голосов | %       |
| --------------------------- | --------------------------- | --------------------------- | ------- | ------- |
|                             | 1.                          | Михаил Прусак               | 211 029 | 56,17 % |
|                             | 2.                          | Анатолий Кузнецов           | 33 571  | 8,94 %  |
|                             | 3.                          | Валерий Гайдым              | 32 763  | 8,72 %  |
|                             | 4.                          | Владимир Кондратьев         | 30 555  | 8,13 %  |
|                             | 5.                          | Олег Очин                   | 27 989  | 7,45 %  |
|                             | 6.                          | Павел Вислогузов            | 4318    | 1,15 %  |
|                             | 7.                          | Владимир Александров        | 2880    | 0,76 %  |
|                             | 8.                          | Олег Мурашов                | 2673    | 0,71 %  |
| Против всех                 | Против всех                 | Против всех                 | 22 709  | 6,05 %  |
| Действительных бюллетеней   | Действительных бюллетеней   | Действительных бюллетеней   | 368 487 | 98,08 % |
| Недействительных бюллетеней | Недействительных бюллетеней | Недействительных бюллетеней | 7211    | 1,92 %  |
| Всего                       | Всего                       | Всего                       | 375 698 | 100 %   |
| Общее число избирателей     | Общее число избирателей     | Общее число избирателей     | 560 561 |         |